# Хотимчук Євген Якович
Євген Якович Хотимчук (нар. 4 жовтня 1951, село Рудка-Козинська, Рожищенський район, Волинська область) — український письменник, Заслужений журналіст України, видавець, меценат, благодійник. Шеф-редактор всеукраїнського тижневика «Вісник+К» [Архівовано 26 червня 2019 у Wayback Machine.], щомісячних видань: газет «Від села до села», «Між нами бабами», журналу «Люди і долі». Нагороджений орденом «За заслуги» III ступеня [Архівовано 4 жовтня 2021 у Wayback Machine.].

## Життєпис
Народився 4 жовтня 1951 року у селі Рудка-Козинська Рожищенського району Волині. Йому було вісім років, а братові Володі десять, коли від тривалої хвороби помер батько. Непросто було виживати вдовиці з двома дітьми. У той тяжкий рік здохла корова, свині. Сини допомагали матері хазяйнувати, носили з поля торф, щоб було чим палити у грубці, змалку косили сіно, орали.
З дитинства Євген Хотимчук дуже любив читати книжки і газети, які брав у сільській бібліотеці. У восьмому класі у рожищенській районній газеті «Світло Жовтня» опублікували його першу замітку про зустріч школярів сусідніх шкіл. «Творчу іскру пробило перше напівдитяче кохання. Вельми сподобалася дівчина із сусіднього села. Так хотілося її чимось здивувати, — згадує Євген Хотимчук. — Я їй сказав: ради тебе стану журналістом, напишу книжку. З яким трепетом у душі розгортав кожний номер газети, спраглим поглядом шукав замітку зі своїм прізвищем. І одного дня однокласники сказали, що її надрукували. Не повірив. Коли розгорнув газету і побачив „Є. Хотимчук, учень Рудко-Козинської школи“, то мало не плакав від щастя. Скільки після того було гонорарів, та свій перший — 43 копійки — не забуду ніколи», — згадує Євген Хотимчук. 

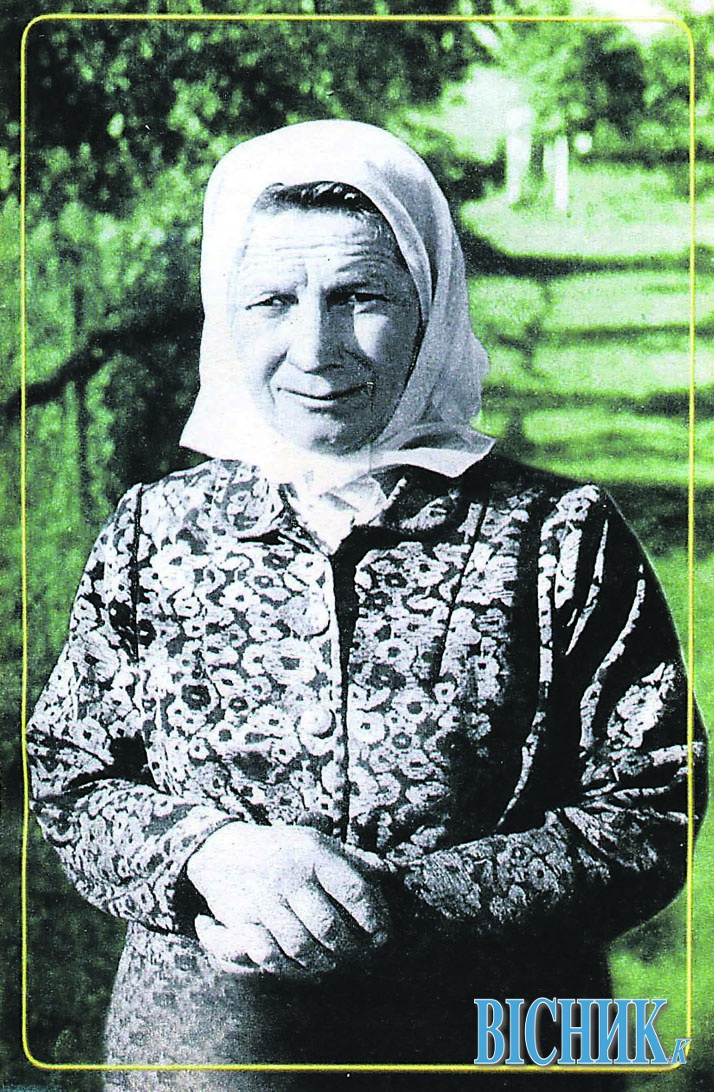
Афанасія Іовна Хотимчук — мама Євгена Яковича

Після восьмого класу Рудко-Козинської школи перейшов навчатися у Рожищенську десятирічку № 1, яку закінчив 1968 року. З першого разу не зміг поступити на факультет журналістики. Тому працював у сільській бібліотеці, в районній газеті, дописував в обласній молодіжці «Молодий ленінець». 1970 року став студентом факультету журналістики Львівського державного університету імені Івана Франка. 3 лютого 1975 року десять років працював в обласній газеті «Радянська Волинь». У пошуках цікавих матеріалів об'їздив автобусами, машинами і навіть літаками-кукурузниками усю Волинь, написав сотні розповідей про простих колгоспників, відомих людей області. 

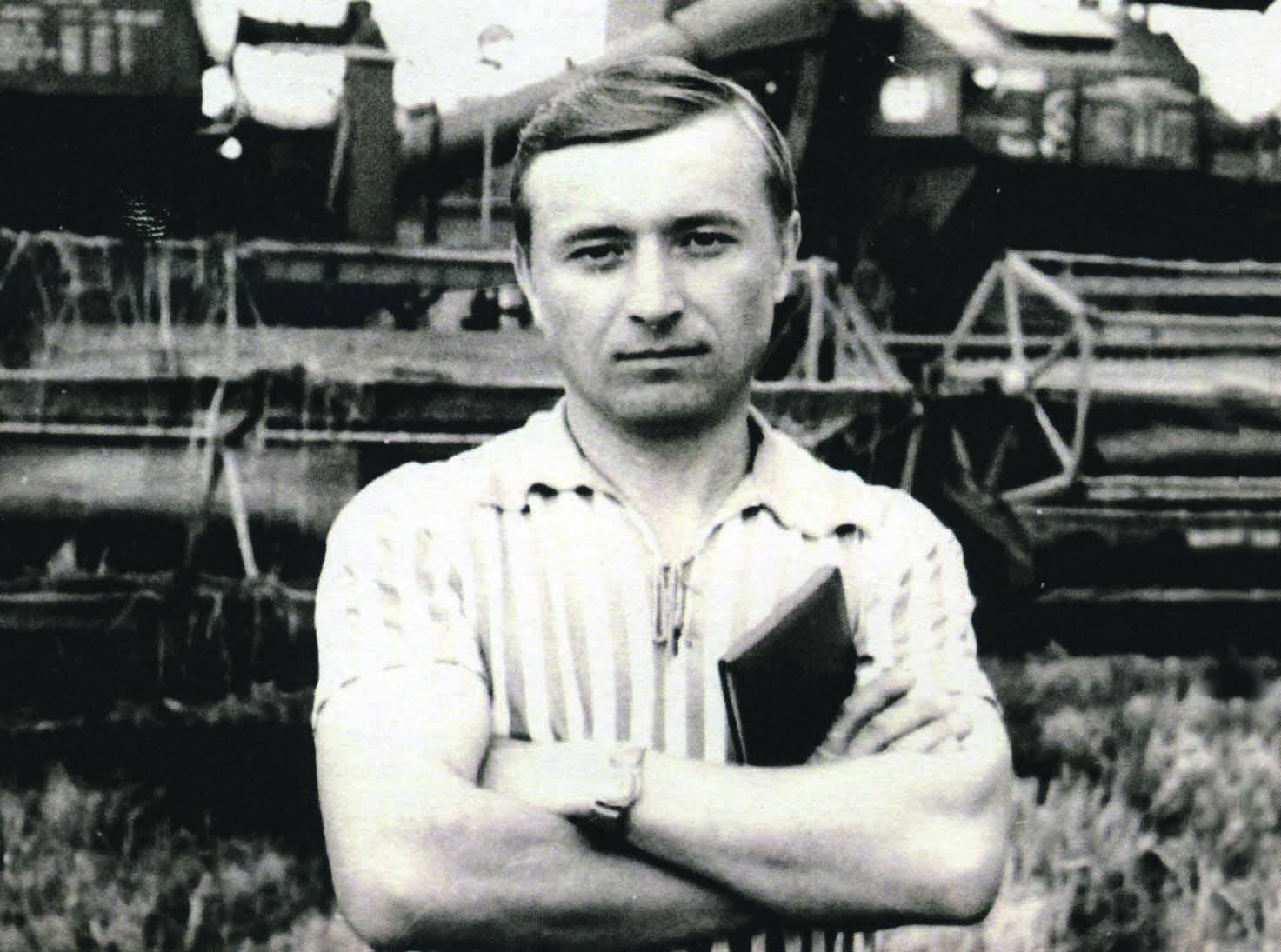
Робочі будні Євгена Хотимчука у газеті «Радянська Волинь»

Згодом Євген Хотимчук був на партійній роботі. З 1996 до 2003 року — голова Волинської організації Спілки журналістів України. З 1996 року — шеф-редактор газети «Вісник+К».  Створив видавництво «Вісника+К», серію "Бібліотечка «Вісника+К», де друкувалися твори волинських журналістів та письменників. Під керівництвом Євгена Хотимчука з 2002 року виходить газета «Програма-Панорама», з  2012 року — журнал «Люди і долі», з 2019-го — газета «Між нами бабами», з 2020-го — газета «Від села до села». У «Віснику+К» Євген Хотимчук широко висвітлював події Помаранчевої революції, Майдану, війни на сході України, завжди відстоює інтереси українського народу. Читачі пам'ятають його матеріали «Вставай, народе, з колін», «Україна йде в Європу через смерті, Майдан і кров» та інші.

## Акції
2010 року Євген Хотимчук започаткував акцію «Знайди могилу повстанця». Почалося все з сімейної драматичної історії. Перший чоловік матері Степан Пархомчук був вояком УПА, який молодим поліг за Україну у 1943 році. 2010-го Євген Хотимчук знайшов його могилу і поставив пам'ятник Степану та ще двом невідомим бійцям. Завдяки небайдужим читачам «Вісника+К» було знайдено забуті поховання бійців УПА у селах Мульчиці Володимирецького району Рівненщини, Волосівка та Рудка-Козинська Рожищенського району на Волині.
2011 року Євген Хотимчук заснував патріотичний дитячий конкурс повстанської пісні «Складем хоч пізнії вінці», який проводиться щороку на свято Покрови у Турійському районі на Волині.
2014 року Євген Хотимчук видав книжку Олексія Пархомчука «Повстанський літописець». Цей боєць УПА родом з Рудки-Козинської, до сімдесятих переховувався від комуністичного режиму. Його рукописи про патріотів з рідного села знайшли випадково у вулику.
2019 року до Дня Незалежності Євген Хотимчук видав книжку «Волинський небесний батальйон» про загиблих в АТО волинських солдатів.
За сприяння Євгена Хотимчука у його рідному селі Рудка-Козинська 2020 року збудовано храм Святого Духа Православної Церкви України.

## Творчість
Автор романів «Суд», «Іду до тебе», «Калиновий щем», «Лід на пательні», повістей «Спокута», «Байструк», «Коли дуби плачуть», «Прощання», «Таля», «Недоля», оповідань, новел, публіцистичних роздумів «Слово гаряче та щире». Багато творів Євген Хотимчук присвятив своїй матері — Афанасії Іовні Хотимчук, адже своїми успіхами завдячує саме їй.
- «Батькова хата», 1989 р.
- «Суд», 1994 р.
- «Спокута», 1991 р.
- «Рідна мати моя», 2016 р.
- «Іду до тебе», 2011 р.
- «Калиновий щем», 2019 р.
- «Байструк», 2019 р.
- «Женила сина Катерина», 2019 р.
- «Слово гаряче та щире», 2018 р.
- «Коли дуби плачуть», 2016 р.
- «Прощання», 2018 р.
- «Лід на пательні», 2021 р.
- «Іду до тебе» (роман та повісті), 2021 р.

До 70-річчя Євгена Хотимчука знято документальний фільм «Мільйон Євгена Хотимчука» [Архівовано 4 жовтня 2021 у Wayback Machine.].

## Сім'я

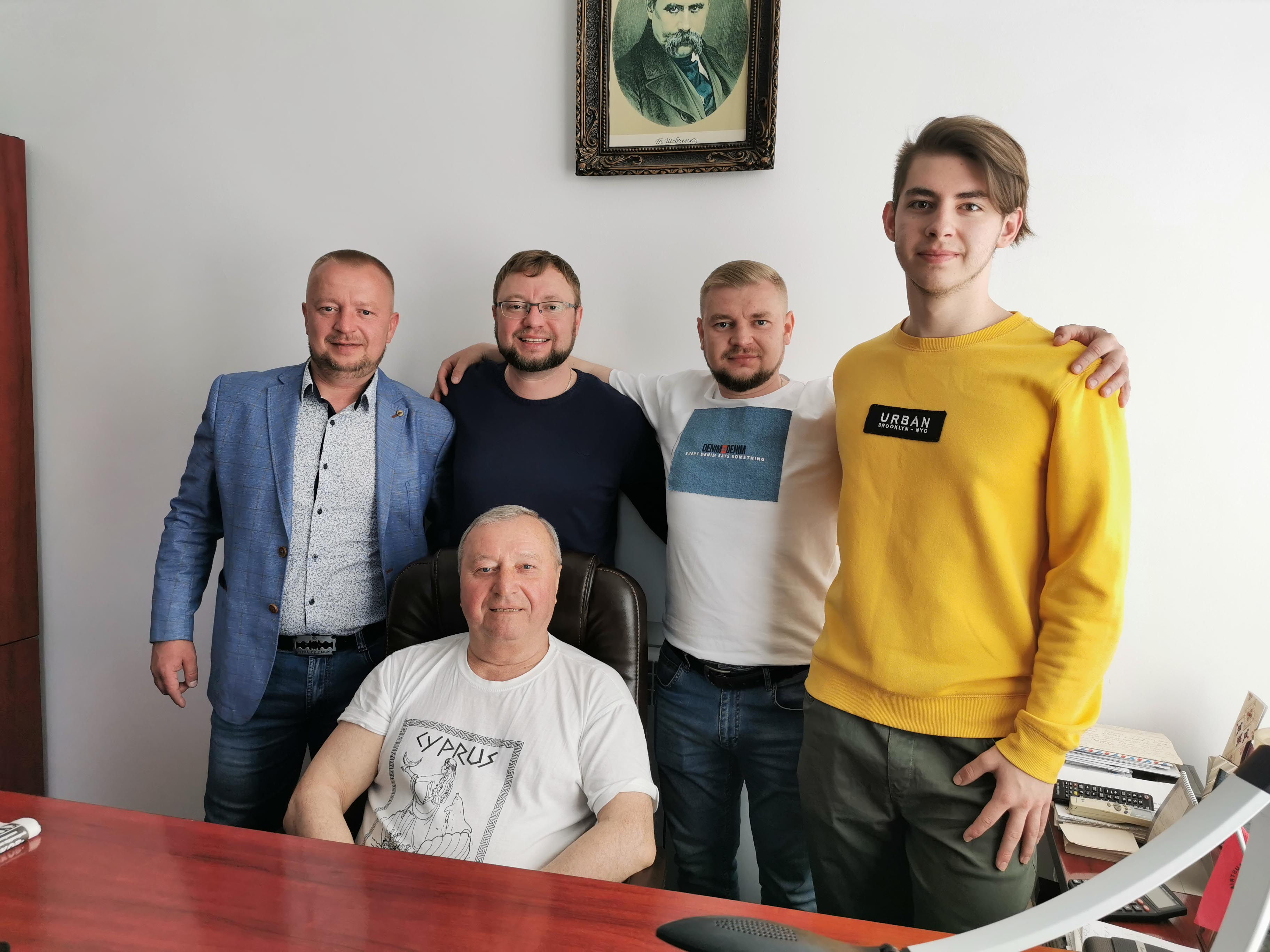
Євген Хотимчук з синами Володимиром, Тарасом, Павлом і Олегом

Євген Хотимчук має чотирьох синів.
- Євген Хотимчук з синами Володимиром, Тарасом, Павлом і ОлегомВолодимир Хотимчук — редактор газети «Вісник+К», «Програма+Панорама»
- Тарас Хотимчук — редактор газети «Твій вибір», журналу «Твій стиль».
- Павло Хотимчук — редактор  газети «Ти і я, і вся сім'я».
- Олег Хотимчук — студент Київського політехнічного інституту.

## Нагороди і звання
20 серпня 1999 року присвоєно почесне звання «Заслужений журналіст України».
1 грудня 2009 року нагороджений орденом «За заслуги» ІІІ ступеня — за вагомий особистий внесок у соціально-економічний, культурний розвиток області, досягнуті успіхи у праці, професіоналізм та з нагоди 70-ї річниці утворення Волинської області.